# Zaproszenie na gwiazdkę
Zaproszenie na gwiazdkę (ang. A Muppet Family Christmas, 1986) – amerykańsko-kanadyjski film telewizyjny produkcji Jima Hensona. Jest to crossover własności intelektualnych stworzonych przez The Jim Henson Company: Muppet Show, Ulica Sezamkowa, Fraglesy i Mapeciątka.
Film został wyemitowany na kanale ABC 16 grudnia 1987 roku. Z powodów licencyjnych film nie został wydany na DVD bądź Blu-ray.
Film w Polsce wyemitowano na kanale TVP1 24 grudnia 1988 roku w ramach Wieczorynki oraz w 25 grudnia 2000 roku.

## Fabuła
Miś Fozzie zabiera wszystkie Muppety z Muppet Show do domku na wsi należącego do jego matki, by spędzić święta Bożego Narodzenia. Z kolei niewiedząca nic o tym mama Fozziego zamierza wyjechać do Malibu i pod opiekę zostawić dom Docowi i jego psu Sprocketowi, którzy planowali spędzić święta z dala od miejskiego zgiełku. Jednak na widok Muppetów mama Fozziego i Doc z niezadowoleniem muszą obejść się smakiem.
Kermit otrzymuje od Piggy telefon, że później przyjedzie z powodu ważnej sesji zdjęciowej dla ekskluzywnego magazynu. Później przychodzi Szwedzki Kucharz z zamiarem zrobienia świątecznej pieczeni z indyka. Chwilę po nim przychodzi zaproszony przez niego indyk, ale Gonzo bezskutecznie próbuje mu wyjaśnić prawdziwy cel Szwedzkiego Kucharza.
Podczas ścinania drzewa na choinkę Fozzie staje się świadkiem jak śniegowy bałwan ożywia i wykazuje talent wokalny. Fozzie chce powiedzieć o tym Kermitowi, którego rozprasza wszystko, zwłaszcza informacja, że Piggy jeszcze robi zakupy świąteczne. Gdy wszyscy oglądają stary film z dzieciństwa Muppetów, rozlega dzwonek do drzwi. To są kolędnicy z Ulicy Sezamkowej, którzy też przybyli się zatrzymać u mamy Fozziego.
Kurier telewizyjny informuje o zamieci śnieżnej stulecia, która przybywa do okolic. Kermit jest zmartwiony, gdyż zamieć może opóźnić przybycie Piggy. Fozzie z mamą próbują rozmieścić wszystkich bywalców domu, a Ernie i Bert prezentują Noc wigilijną w formie teatru. Fozzie w końcu prezentuje Kermitowi bałwana i chce zaprezentować wspólny numer, ale ku jego rozczarowaniu za publiczność ma Statlera i Waldorfa, którzy są bliskimi przyjaciółmi mamy Fozziego odwiedzającymi ją co roku w Boże Narodzenie. Tymczasem indyk za wszelką cenę próbuje wyperswadować Szwedzkiemu Kucharzowi zrobienie z niego pieczęci do momentu, gdy ten drugi widzi Wielkiego Ptaka. Nieświadomy niczego Wielki Ptak ofiaruje Szwedzkiego Kucharzowi prezent, który rezygnuje ze swych zamiarów.
Doc widząc zmartwionego Kermita, decyduje się wyjść po Piggy. Nagle Robin, siostrzeniec Kermita, woła go do piwnicy. Tam odkrywają wejście do jaskini Fraglesów. Obaj wchodzą do niej i spotykając Fraglesów składają im świąteczne życzenia. Fraglesy nie wiedzą co to Boże Narodzenie i gdy Robin im wyjaśnia, Fraglesy informują, iż mają podobne święto w tym samym czasie.
W końcu Doc dociera z Piggy do domu mamy Fozziego. Wszyscy razem decydują się zaśpiewać kolędy. Gdy Doc przybywa przebrany za świętego Mikołaja i rozdaje wszystkim prezenty, wszystkiemu przypatruje się Jim Henson zmywający naczynia w kuchni w towarzystwie Sprocketa. 

## Obsada
- Jim Henson –
  - Kermit,
  - Szwedzki Kucharz,
  - Ernie,
  - Rowlf,
  - Dr. Ząbek,
  - Waldorf,
  - Kurier Muppetów,
  - Guy Smiles,
  - on sam
- Frank Oz – 
  - miś Fozzie,
  - panna Piggy,
  - Zwierzak,
  - Bert,
  - Grover,
  - orzeł Sam,
  - Ciasteczkowy Potwór
- Jerry Nelson –
  - mama Fozziego,
  - Robin,
  - Floyd Pepper,
  - Liczyhrabia,
  - kura Camilla,
  - Harry,
  - głowa Dwugłowego #2,
  - Gobo,
  - Lew Zealand
- Gerry Parkes – Doc
- Dave Goelz –
  - Gonzo,
  - Zoot,
  - Boober,
  - Beauregard,
  - Bunsen,
  - wujek Matt z podróży
- Steve Whitmire –
  - indyk,
  - Sprocket,
  - szczur Rizzo,
  - Lips,
  - Wembley
- Richard Hunt –
  - bałwan,
  - Scooter,
  - Janice,
  - Statler,
  - głowa Dwugłowego #1,
  - krowa (głos),
  - Beaker
- Caroll Spinney –
  - Wielki Ptak,
  - Oscar
- Kathryn Mullen – Mokey
- Karen Prell –
  - Red,
  - Maureen Norka (głos)

## Wersja polska
Wersja polska: Studio Opracowań Filmów w Warszawie

Reżyseria: Urszula Sierosławska

Dialogi: Joanna Klimkiewicz

Teksty piosenek: Paweł Adamski

Opracowanie muzyczne: Wojciech Głuch

Dźwięk: Alina Hojnacka-Przeździak

Montaż: Gabriela Turant-Wiśniewska

Kierownik produkcji: Małgorzata Zielińska

Wystąpili:
- Maciej Damięcki –
  - Kermit,
  - Gobo
- Mirosław Wieprzewski –
  - Miś Fozzie,
  - Bert,
  - Guy Smiley,
- Jarosław Domin –
  - panna Piggy,
  - Scooter,
  - Janice,
  - szczur Rizzo
- Krystyna Borowicz – mama Fozziego
- Eugeniusz Robaczewski – Doc
- Krzysztof Krupiński – Gonzo
- Grzegorz Wons –
  - indyk,
  - głowa Dwugłowego #1
- Emilian Kamiński –
  - Szwedzki Kucharz
  - Beauregard,
  - wujek Matt,
- Jerzy Kramarczyk –
  - Robin,
  - Oscar,
  - Harry
- Andrzej Grabarczyk – bałwan
- Wojciech Machnicki –
  - Ernie,
  - Dr Ząbek (śpiew)
- Zbigniew Poręcki –
  - Zwierzak,
  - Floy Pepper,
  - głowa Dwugłowego #2
- Jan Kociniak – Statler
- Cezary Julski – Waldorf
- Ryszard Olesiński – 
  - Dr Ząbek (dialogi),
  - krowa
- Piotr Dobrowolski – Liczyhrabia
- Józef Kalita – Orzeł Sam
- Zbigniew Janiszewski – Kurier Muppetów
- Tomasz Dutkiewicz –
  - Bunsen,
  - fotograf Piggy
- Henryk Talar –
  - Rowlf,
  - Wielki Ptak,
  - Ciasteczkowy Potwór,
  - Grover,
  - Wembley,
  - Orzeł Sam
- Ilona Kuśmierska –
  - Mokey,
  - mała Piggy
- Iwona Biernacka –
  - Red,
  - Maureen Norka
- Stanisław Zatłoka – Boober
- Włodzimierz Press – Jim Henson

Lektor: Janusz Szydłowski